# Nemipterus virgatus
Nemipterus virgatus är en fiskart som först beskrevs av Houttuyn 1782.  Nemipterus virgatus ingår i släktet Nemipterus och familjen Nemipteridae. IUCN kategoriserar arten globalt som sårbar. Inga underarter finns listade i Catalogue of Life.